# Hochelaga-Maisonneuve
Hochelaga-Maisonneuve är en stadsdel (quartier) i staden Montréal i Québec i Kanada.